# Amos Mosaner
Amos Mosaner (* 12. März 1995 in Trient) ist ein italienischer Curler. Derzeit spielt er italienischen Nationalteam um Skip Joël Retornaz. In der Disziplin Mixed Doubles wurde er mit seiner Partnerin Stefania Constantini Olympiasieger 2022 in Peking.
Mosaner begann seine internationale Karriere 2012 bei der European Junior Curling Challenge (Goldmedaille als Third im Team von Andrea Pilzer) und den Olympischen Jugend-Winterspielen (Silbermedaille als Skip des italienischen Mixed-Teams). Im darauffolgenden Jahr konnte er die European Junior Curling Challenge erneut gewinnen. An den Juniorenweltmeisterschaften hat er vier Mal teilgenommen, davon drei Mal als Skip (2013, 2014 und 2015); beste Platzierung war ein fünfter Platz 2015.
Seit 2013 hat Mosaner jedes Jahr an der Europameisterschaft teilgenommen. 2013 und 2014 war er Skip der italienischen Mannschaft; seit 2015 spielt er als Third oder Fourth unter Skip Joël Retornaz. Bei der Europameisterschaft 2018 gewann er die erste Bronzemedaille. Weitere folgten 2021 und 2022.
Seit 2015 spielt er (mit Ausnahme von 2016) mit der italienischen Mannschaft bei der Weltmeisterschaft. Mit ihr konnte er 2022 eine Bronzemedaille durch einen Sieg gegen die USA um Skip John Shuster gewinnen. Die Medaille war die erste italienische überhaupt bei einer Curling-Weltmeisterschaft. Diesen Erfolg konnte er bei der Weltmeisterschaft 2024 wiederholen.
Beim Qualifikationsturnier für die Olympischen Winterspiele 2018 sicherte er sich und der italienischen Mannschaft (Skip: Joël Retornaz, Second: Simone Gonin, Lead: Daniele Ferrazza, Ersatz: Andrea Pilzer) einen der beiden verbleibenden Startplätze für das olympische Turnier der Männer. In Pyeongchang kam er mit dem italienischen Team nach drei Siegen und sechs Niederlagen in der Round Robin auf den neunten Platz.
Bei den Olympischen Winterspielen 2022 startete er mit seiner Curling-Partnerin Stefania Constantini im Mixed-Doubles-Wettbewerb. Hier holten sie die Goldmedaille nach elf Siegen und ohne Niederlage. Im Turnier der Männer trat er als Fourth ebenfalls an, schied mit seinem Team jedoch bereits nach der Round Robin aus und beendete das Turnier auf Platz 9.